# Köprülü Fazıl Ahmet Paşa
Köprülü Fazıl Ahmet Paşa era grão-vizir do Império Otomano, filho de Köprülü Mehmet Paşa e fundador da Família Köprülü. No final de seu reinado, o Império Otomano atingiu sua maior expansão territorial da história. A única vez na história do Império Otomano em que o posto de Grão-Vizir foi herdado de pai para filho.
Fazıl Ahmet Paşa dá continuidade à política de controle administrativo e disciplina financeira implacável de seu pai. Ao contrário de seu pai, ele não é tão rígido em revelar casos de corrupção, mas não hesita em punir com a morte. Políticas e ações intransigentes para estabilizar o estado, junto com o patrocínio, fizeram de Fazil Ahmet Paşa um dos maiores estadistas otomanos.
Fazıl Ahmet Paşa também entra na história por ter contribuído para uma das maiores humilhações da história do Judaísmo, após a negação pública do Messias e a conversão de Sabbatai Zevi ao Islã. Sob Fazil Ahmet Paşa, foi realizado o último Sínodo de Jerusalém (1672) da Igreja Ortodoxa.
Na arte, sua regra se reflete na pintura “Cossacos escrevem carta ao Sultão turco (Repin)”. O filme búlgaro “Tempo de divisão”, baseado no romance de mesmo nome, reflete artisticamente eventos do período do grande vizirado de Fazil Ahmet Paşa. O filme foi escolhido pelos telespectadores da Televisão Nacional da Bulgária como o filme búlgaro mais querido de todos os tempos. 